# Ectecephala nitidifrons
Ectecephala nitidifrons är en tvåvingeart som beskrevs av Oswald Duda 1930. Ectecephala nitidifrons ingår i släktet Ectecephala och familjen fritflugor. Inga underarter finns listade i Catalogue of Life.